# Feuerwehrstiefel

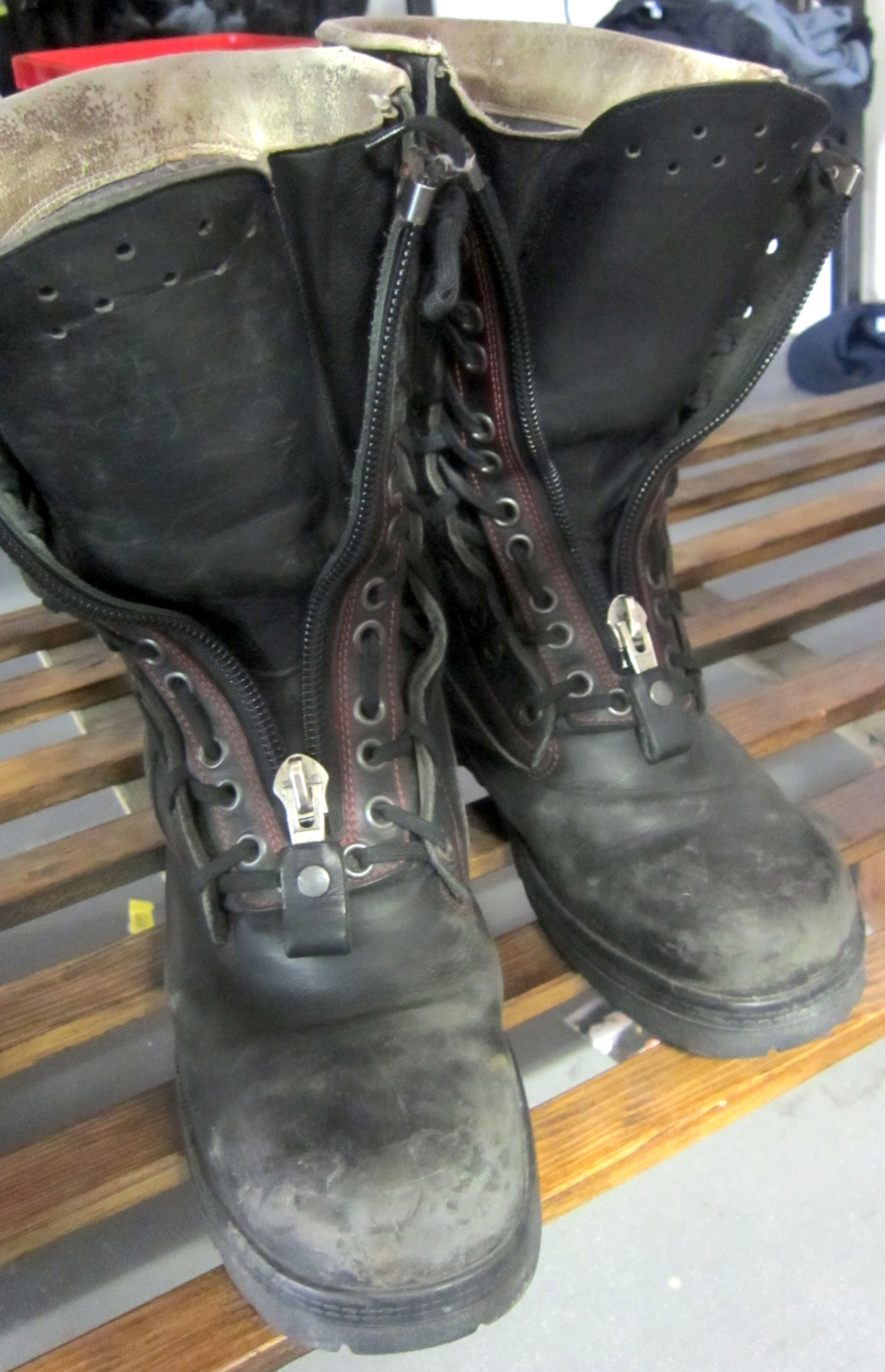
Schnürstiefel der Berufsfeuerwehr Augsburg

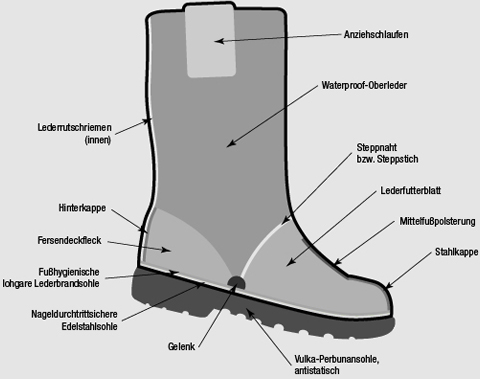
Bestandteile eines Feuerwehrstiefels

Feuerwehrstiefel sind die speziellen Einsatzschuhe der Feuerwehr und gehören zur Mindestschutzausrüstung eines Feuerwehrangehörigen. Um für den Feuerwehrdienst geeignet zu sein, müssen sie den Anforderungen der Norm DIN EN 15090:2012 genügen. Sie werden in verschiedenen Ausführungen, so zum Beispiel als Schlupfstiefel, Schnürstiefel sowie als Gummistiefel angeboten.

## Schutzwirkung
Sie müssen insbesondere eine Schutzwirkung bieten gegen:
- Verletzung des Fußes durch herabfallende Gegenstände
- Stichverletzungen der Fußsohle durch Hineintreten in spitze Gegenstände
- Verletzungen durch Umknicken
- Kälte und Nässe
- Verbrennungen des Fußes
- elektrischen Strom
- statische Aufladung

## Typen
Grundsätzlich kennt die Feuerwehrstiefel Norm DIN EN 15090:2012 drei Typen von Feuerwehrstiefeln für den Feuerwehrdienst. Dies wären zum einen, Stiefel für die allgemeine Nutzung, wie zum Beispiel bei technischen Hilfeleistungen, für die Brandbekämpfung sowie Feuerwehrstiefel für den Gefahrstoffeinsatz. Welcher dieser Stiefeltypen nach der Feuerwehrstiefel Norm im Feuerwehrdienst eingesetzt wird, ist abhängig vom Einsatzzweck und der dementsprechenden Eignung.

## Anforderungen
Damit Stiefel als Feuerwehrstiefel geeignet sind, müssen sie besondere Schutzeigenschaften aufweisen, welche in der Norm DIN EN 15090:2012 geregelt sind. Um festzustellen, ob dies auch tatsächlich der Fall ist, müssen sie den Anforderungen bestimmter Tests genügen, welche ebenfalls in der Norm DIN EN 15090:2012 enthalten sind.
Zunächst werden die Feuerwehrstiefel, vorgegeben durch die DIN EN 15090:2012, nach ihrem Material klassifiziert. Klasse I besteht aus Stiefeln, welche aus Leder oder anderem Material bestehen, mit Ausnahme von Vollgummi- oder Gesamtpolymerschuhen, welche die Klasse II bilden. Darüber hinaus sollen sie laut der DIN EN 15090:2012 nach ihrer Verwendung typisiert werden. Während Feuerwehrstiefel vom Typ 1 nur für normale Brandbekämpfungsmaßnahmen im Außenbereich (z. B. Wald) geeignet sind, können Feuerwehrstiefel vom Typ 2 auch für den Innenangriff in Gebäuden, Fahrzeugen, Schiffen und ähnlichen Objekten verwendet werden. Den höchsten Schutz bieten hier Feuerwehrstiefel mit dem Leistungsniveau für die Wärmeisolierung HI3 (250 °C über 40 min). Dies ist der am häufigsten verwendete Stiefel.
Feuerwehrstiefel müssen zum Beispiel einen Grundschutz gegen Chemikalien und Mikroorganismen aufweisen. Treten Notfälle ein, bei denen gefährliche Chemikalien freigesetzt werden, so sind jedoch Feuerwehrstiefel nach Typ 3 (Feuerwehr-Gummistiefel) erforderlich. Feuerwehrstiefel nach Typ 3 umfassen auch die Einsatzmöglichkeiten nach Typ 2 und sind damit auch für Feuerbekämpfung in Gebäuden geeignet.
Ein weiterer Test, nach der DIN EN 15090:2012, ist der Sandbadtest, in dem die Feuerwehrstiefel 40 Minuten lang einer Kontaktwärme von 240 °C ausgesetzt werden und diesen Test ohne größere Schäden bestehen müssen. Ein weiterer Test, laut der DIN EN 15090:2012, bezieht sich auf die Strahlungswärme, in dem nach einer Wärmestromdichte von 20 kW/m² und einer Glimmzeit von mindestens 5 Minuten das Oberleder des im Test befindlichen Feuerwehrstiefels nicht schrumpfen und das Material des Feuerwehrstiefels nicht brechen darf.
Auch das Brennverhalten wird einem Test unterzogen, in dem der Feuerwehrstiefel der Flamme eines Bunsenbrenners ausgesetzt wird. Dabei werden Obermaterial, Nähte, Anbauteile, Sohlen und Verschlüsse des Feuerwehrstiefels getestet. Neu ist nach der DIN EN 15090:2012, dass hier auch Feuerwehrschnürstiefel überprüft werden müssen. Der Reißverschluss muss hinsichtlich seiner Konstruktion (ineinander greifende Kuppelglieder), Abreißfestigkeit und Querfestigkeit überprüft werden.

## Kennzeichnung

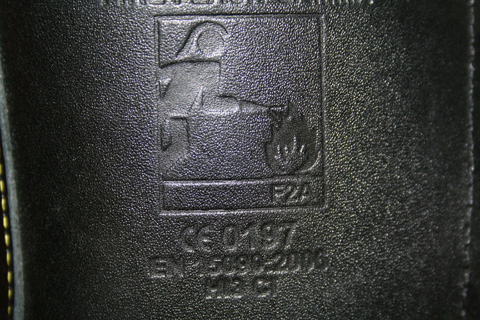
Piktogramm auf einem Feuerwehrstiefel

Feuerwehrstiefel müssen gesetzlichen Anforderungen entsprechen und dafür befindet sich auch direkt auf dem Schuh eine Kennzeichnung in Form eines Piktogramms, die Auskunft über die erfüllten Normen und weitere Details der Feuerwehrstiefel gibt.
Auf dem Stiefel befindet sich in der Regel:
- Der Herstellername
- Die Typenbezeichnung oder Modellnummer des Herstellers
- Die Größe und gegebenenfalls auch die Weite des Stiefels
- Ein CE-Zeichen: Dieses Zeichen bedeutet, dass der Hersteller garantiert, dass der Schuh nach europäischen Richtlinien gefertigt wurde
- Die Nummer der Zertifizierungsstelle
- Die gültige Norm, der der Stiefel entspricht z. B. EN 15090:2012
- Die Schutzfunktion des Stiefels, HI3 CI
- Das Piktogramm F2A (F = Grundanforderung für Feuerwehrstiefel erfüllt, 2 = Typ 2, A = Antistatik)
- Herstellungsmonat und -jahr des Schuhs z. B. 01 11